# Dunajiwzi (Siedlung städtischen Typs)
Dunajiwzi (ukrainisch Дунаївці; russisch Дунаевцы/Dunajewzy) ist eine Siedlung städtischen Typs etwa 22 km nördlich der gleichnamigen Stadt in der Oblast Chmelnyzkyj der Ukraine mit 2755 Einwohnern (2001).

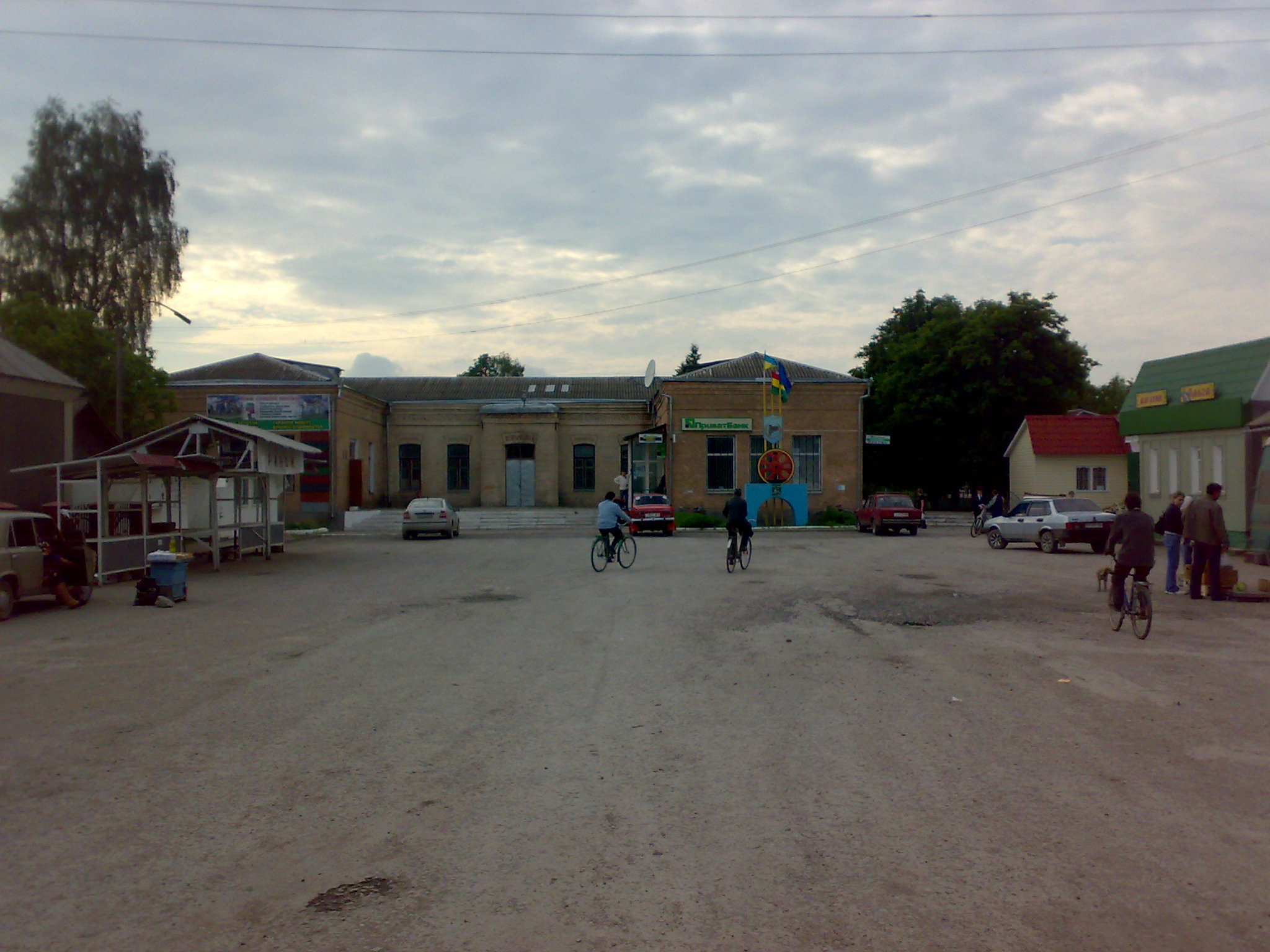
Blick auf den Hauptplatz im Ort

In der Siedlung befindet sich der Bahnhof Dunajiwzi an der heutigen Bahnstrecke Kelmenzi–Kalinkawitschy.
Der Ort entstand 1914 nach dem Bau des Bahnhofs für das südlicher gelegene gleichnamige Dunajiwzi und entwickelte sich durch seine Lage an der Bahnstrecke schnell zu einer größeren Siedlung. 1972 wurde Dunajiwzi Siedlung städtischen Typs.

## Verwaltungsgliederung
Am 13. August 2015 wurde die Siedlung zum Zentrum der neugegründeten Siedlungsgemeinde Nowodunajiwzi (Новодунаєвецька селищна громада/Nowodunajewezka selyschtschna hromada). Zu dieser zählen auch die 17 in der untenstehenden Tabelle aufgelisteten Dörfer, bis dahin bildete sie die gleichnamige Siedlungsratsgemeinde Dunajiwzi (Дунаєвецька селищна рада/Dunajewezka selyschtschna rada) im Norden des Rajons Dunajiwzi.
Am 17. Juli 2020 kam es im Zuge einer großen Rajonsreform zum Anschluss des Rajonsgebietes an den Rajon Kamjanez-Podilskyj.
Folgende Orte sind neben dem Hauptort Dunajiwzi Teil der Gemeinde:
| Name                     | Name                 | Name                                          |
| ukrainisch transkribiert | ukrainisch           | russisch                                      |
| ------------------------ | -------------------- | --------------------------------------------- |
| Charytoniwka             | Харитонівка          | Харитоновка (Charistonowka)                   |
| Hamarnja                 | Гамарня              | Гамарня (Garmanja)                            |
| Huta-Morosiwska          | Гута-Морозівська     | Гута-Морозовская (Guta-Morosowskaja)          |
| Loschkiwzi               | Лошківці             | Лошковцы (Loschkowzy)                         |
| Malijiwzi                | Маліївці             | Малеевцы (Malejewzy)                          |
| Malyj Karabtschijiw      | Малий Карабчіїв      | Малый Карабчиев (Maly Karabtschijew)          |
| Miziwzi                  | Міцівці              | Мицовцы (Mizowzy)                             |
| Morosiw                  | Морозів              | Морозов (Morosow)                             |
| Pidlisnyj Mukariw        | Підлісний Мукарів    | Подлесний Мукаров (Podlesni Mukarow)          |
| Slobidka-Malijewezka     | Слобідка-Малієвецька | Слободка-Малиевецкая (Slobodka-Malijewezkaja) |
| Spryssiwka               | Сприсівка            | Сприсовка (Sprissowka)                        |
| Stawyschtsche            | Ставище              | Ставище (Stawischtsche)                       |
| Ternowa                  | Тернова              | Терновая (Ternowaja)                          |
| Tomaschiwka              | Томашівка            | Томашовка (Tomaschowka)                       |
| Tynna                    | Тинна                | Тинна (Tinna)                                 |
| Udrijiwzi                | Удріївці             | Удриевцы (Udrijewzy)                          |
| Warwariwka               | Варварівка           | Варваровка (Warwarowka)                       |

## Söhne und Töchter des Ortes
- Wolodymyr Bilinskyj (1936–2022), ukrainischer Publizist und Geschichtsforscher